# ブラニスラウ・サモイラウ
ブラニスラウ・サモイラウ（Branislau Samoilau、1985年5月25日 - ）は、ベラルーシ、ヴィーツェプスク出身の自転車競技（ロードレース）選手。

## 来歴
2005年
- ボルタ・シクリスタ・インテルナシオナル・ア・リェイダ 総合優勝
- ベラルーシ選手権 U23・個人タイムトライアル(ITT) 優勝

2006年
- ベラルーシ選手権 U23・ITT 優勝

2007年
- アクア & サポーネと契約を結んでプロ転向。
- ジロ・デ・イタリア 初出場、総合22位
- ベラルーシ選手権 個人ロードレース 優勝

2009年
- 当初、アミーカチップス・クナウフに移籍したが、財政状態悪化でチーム解体を余儀なくされたため、同年6月にクイックステップに移籍。
- ベラルーシ選手権 ITT 優勝

2010年
- ジロ・デ・イタリア 総合39位
- ベラルーシ選手権 ITT 優勝

2011年
- チーム・モビスターに移籍

2012年
- ベラルーシ選手権 ITT 優勝

2014年
- CCC・スプランディ・ポルコウィチェに移籍
- Sibiu Cycling Tour 区間1勝